# مارغريت كويليو
مارغريت كويليو محامية وسياسية برازيلية، ونائب فيدرالي انتخب لتمثيل بياوي. تنتمي إلى التقدميين، وقد أوفت بمهمة نائب حاكم بياوي بين عامي 2015 و2019، حيث كانت أول امرأة تُنتخب في الولاية لهذا المنصب.

## السيرة الشخصية
ابنة ألويزيو روبم دي كاسترو وإدفالدينا غونسالفيس دي كاسترو. محامي متخصص في قانون الإجراءات من جامعة سانتا كاتارينا الفيدرالية، وفي القانون الدستوري من جامعة بياوي الفيدرالية وفي القانون الانتخابي، من المدرسة القضائية الانتخابية التابعة للمحكمة الانتخابية الإقليمية في بياوي بالاتفاق مع جامعة بياوي الفيدرالية. كانت أستاذة في مقرر القانون بجامعة ولاية بياوي. تزوجت من مارسيلو كويلو وكانت خليفته في الجمعية التشريعية في بياوي وانتخبها حزب الشعب عام 2010 نائبة للولاية، وفي عام 2014 أصبحت أول امرأة تنتخب نائبة لحاكم بياوي.
في عام 2018 تم انتخابها نائبة فيدرالية.